# III Gran Trofeu Jorba-Preciados
El III Gran Trofeu Jorba-Preciados (oficialment III Gran Trofeo Jorba-Preciados) va ser un concurs de castells que tingué lloc el 25 de setembre de 1966 a l'avinguda del Portal de l'Àngel de Barcelona, en el marc de les festes de la Mercè. Va ser el catorzè concurs de castells de la història i la tercera i última edició del Gran Trofeu Jorba-Preciados, celebrats anteriorment en la festa major barcelonina dels anys 1964 i 1965. Fou un concurs de castells organitzat i patrocinat per la casa comercial Jorba-Preciados, formada de la fusió entre els grans magatzems barcelonins Jorba i les madrilenyes Galerías Preciados el 1963.
Hi participaren les mateixes sis colles que en l'edició anterior, les quals eren totes les existents aleshores. Per ordre de classificació van ser: la Colla Vella dels Xiquets de Valls, els Nens del Vendrell, la Colla Vella dels Xiquets de Tarragona, els Castellers de Vilafranca, la Colla Nova dels Xiquets de Tarragona i els Minyons de l'Arboç. La victòria fou per la Colla Vella dels Xiquets de Valls, que guanyà un concurs de castells per sisena vegada consecutiva. Per ordre d'actuació, va realitzar-hi un 2 de 7 carregat, un 4 de 8 carregat, un 3 de 7 aixecat per sota i un 3 de 8 carregat, que fou el màxim castell assolit en aquell concurs i que no s'assolia des de la diada de Santa Úrsula del 1957.
L'actuació feta per les colles va resultar molt completa, ja que, tot i no descarregar-se tres dels millors castells intentats i no provar-se cap pilar de 6, que estava valorat com el castell més valuós, es van assolir la gran majoria de construccions habituals de l'època i es va millorar el nivell global aconseguit en edicions precedents. Passà a la història per la inesperada victòria de la Colla Vella amb el 3 de 8 carregat en última ronda i per l'encesa polèmica entre els vallencs i els Nens del Vendrell arran la validesa del 3 de 7 aixecat per sota dels de Valls.

## Antecedents
Abans de les tres edicions del concurs de castells Gran Trofeu Jorba-Preciados, ja se n'havien realitzat dos més a Barcelona. El primer tingué lloc el 1902 al Parc de la Ciutadella i fou el primer concurs de la història, i el segon va celebrar-se el 1936 al Poble Espanyol. L'última i única vegada que s'havien celebrat tres edicions seguides d'un concurs de castells en una mateixa ciutat, tot i haver-se fet biennalment, havia sigut a la dècada del 1950, quan van tenir lloc els concursos de castells de Tarragona de 1952, 1954 i 1956, certamen que va deixar de realitzar-se i que no es reprengué fins al 1970. L'any 1962, sis anys després de les edicions de Tarragona, es va realitzar un concurs de castells a Vilafranca del Penedès, el qual fou l'últim concurs celebrat abans de les edicions del Gran Trofeu Jorba-Preciados. El concurs de Vilafranca del Penedès, que tingué lloc en la diada de Sant Fèlix, no va ser obert a totes les colles i només hi van ser convidades les dues colles vallenques.

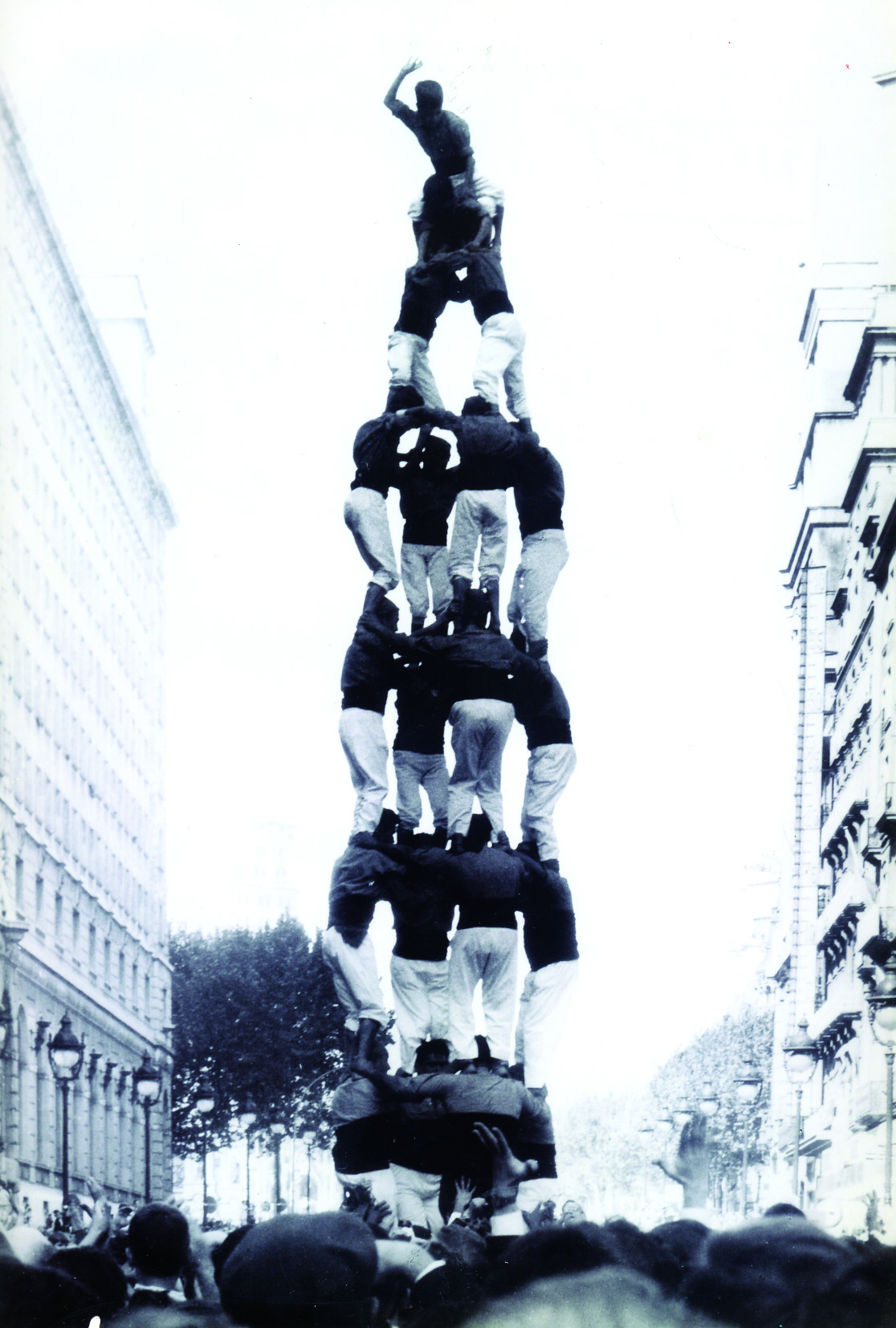
4 de 8 de la Colla Vella dels Xiquets de Valls al concurs de 1965

L'any 1964, vint-i-vuit anys després de l'últim concurs de castells a Barcelona, té lloc la primera edició del Gran Trofeu Jorba-Preciados. A partir de llavors, la rivalitat entre la Colla Vella dels Xiquets de Valls i els Nens del Vendrell es va activar i en el concurs de 1965 es va demostrar la diferència de nivell tècnic d'aquestes dues colles respecte a les quatre colles restants. La Colla Vella vallenca havia guanyat els últims cinc concursos de castells consecutivament: les dues edicions anteriors del concurs de Jorba-Preciados i els tres concursos anteriors a aquests, el concurs de castells de Tarragona de 1954 i de 1956 i el concurs de castells de Vilafranca de 1962. Els Nens del Vendrell havien quedat tercers en el I Gran Trofeu Jorba-Preciados, darrere la Colla Vella dels Xiquets de Tarragona, i segons en la segona edició, on tot i descarregar el 4 de 8 com a màxim castell van fallar en els intents de 2 de 7 i 3 de 8. Entre la Colla Vella i la Colla Nova tarragonines i els Castellers de Vilafranca, el nivell es mantenia per sota de les colles vallenca i vendrellenca amb uns registres de castells de la gamma bàsica i alta de set com el 4 de 7 amb l'agulla, el 5 de 7 i el 3 de 7 aixecat per sota. Per sota d'aquests, els Minyons de l'Arboç havien quedat cinquens ex aequo amb la Colla Nova dels Xiquets de Tarragona en la primera edició d'aquest concurs i sisens i últims en la segona.

### Temporada de 1966
Tres setmanes abans del III Gran Trofeu Jorba-Preciados, el 30 d'agost de 1966 tres colles van actuar en la diada de Sant Fèlix de la festa major vilafranquina: les dues millors colles del moment, la Colla Vella dels Xiquets de Valls i els Nens del Vendrell, i els locals Castellers de Vilafranca. Tant els vallencs com els vendrellencs van carregar el 4 de 8, però els primers a més també van carregar el 2 de 7 i completar el 3 de 7 aixecat per sota. En canvi, els Nens del Vendrell no van intentar el 2 de 7 i el 3 de 7 aixecat per sota els va quedar en intent. L'actuació de la Colla Vella dels Xiquets de Valls gairebé igualava la que li havia donat la victòria al concurs de l'any anterior, per la qual cosa feia pensar que arribarien al concurs en millors condicions que els Nens del Vendrell, llavors els seus rivals directes. Els Castellers de Vilafranca, en la que fou l'última actuació abans del concurs, van descarregar el 3 de 7 i el 2 de 6, a més d'intentar sense èxit el 5 de 7. L'última actuació dels Nens del Vendrell prèvia al concurs va ser la diada de Sant Zacaries, que tingué lloc el setembre uns dies abans al Vendrell. En aquesta actuació van descarregar un 4 de 7 net i un 2 de 6, que segurament van ser proves del 4 de 8 i el 2 de 7 que van provar al concurs, un 3 de 7 aixecat per sota i tres pilars de 5.
El 24 de setembre, el dia abans del concurs, Pere Català i Roca va publicar un article al diari El Correo Catalán on comentava diversos aspectes de l'actuació que tindria lloc l'endemà. Hi mencionà la voluntat de les colles de fer-hi els seus millors castells i que el concurs fou esperat amb il·lusió, ja que, segons l'autor, d'ençà el I Gran Trofeu Jorba-Preciados els castells havien creat afició a Barcelona, i havia començat l'"arrelament dels castells a la capital catalana" i a convertir-se en plaça castellera. En l'escrit també es feia ressò dels castells assolits per les colles vallenca i vendrellenca en la diada de Sant Fèlix —"la torre de set i el quatre de vuit" carregats—, i comentava la possibilitat que aquestes colles en realitzessin algun al concurs, llavors "màxims en la castellística". El mateix dia, un article publicat a Panadés, un diari local de Vilafranca del Penedès, anunciava la realització del «III Concurs de Castells» i en destacava que aficionats de la colla residents a Barcelona i Vilafranca del Penedès anirien a col·laborar i donar suport als membres de la colla vilafranquina. Altres barcelonins d'origen vallenc, a més de ciutadans de Valls i de l'Alt Camp, també van anar fer pinya amb la Colla Vella vallenca. En anuncis de propaganda de Jorba-Preciados de la celebració del concurs de castells, les colles participants van ser presentades com a "Colla Minyons de l'Arboç", "Colla Els Nens de Vendrell", "Colla Els Castellers de Vilafranca", "Colla Nova Xiquets de Sant Magí", "Colla Vella" (Colla Vella dels Xiquets de Tarragona) i "Colla Vella Rabassó" (Colla Vella dels Xiquets de Valls).

## Concurs
El concurs va començar a les onze del matí del diumenge 25 de setembre de 1966 a l'avinguda del Portal de l'Àngel de Barcelona, cantonada amb el carrer de Santa Anna. Va tenir lloc davant la seu dels magatzems Jorba-Preciados, l'empresa organitzadora i patrocinadora de l'esdeveniment. En un article a El Noticiero Universal, el cronista Antonio del Cero va escriure que "l'entrada de les colles va ser summament espectacular". Segons el mateix text, l'entrada a plaça va ser encapçalada per la Guàrdia Urbana, que anava muntada a cavall i amb uniforme de gala, i va ser seguida per bastoners i les sis colles castelleres, cada una formada per unes 120 persones. Darrere, un landó amb "bellas señoritas" vestides amb l'estil típic tarragoní van tancar el seguici. Com en l'edició anterior, aquestes dones van fer entrega de banderins artístics als caps de colla des de la tribuna del jurat, els quals també van obsequiar-les amb records de les localitats de les colles.

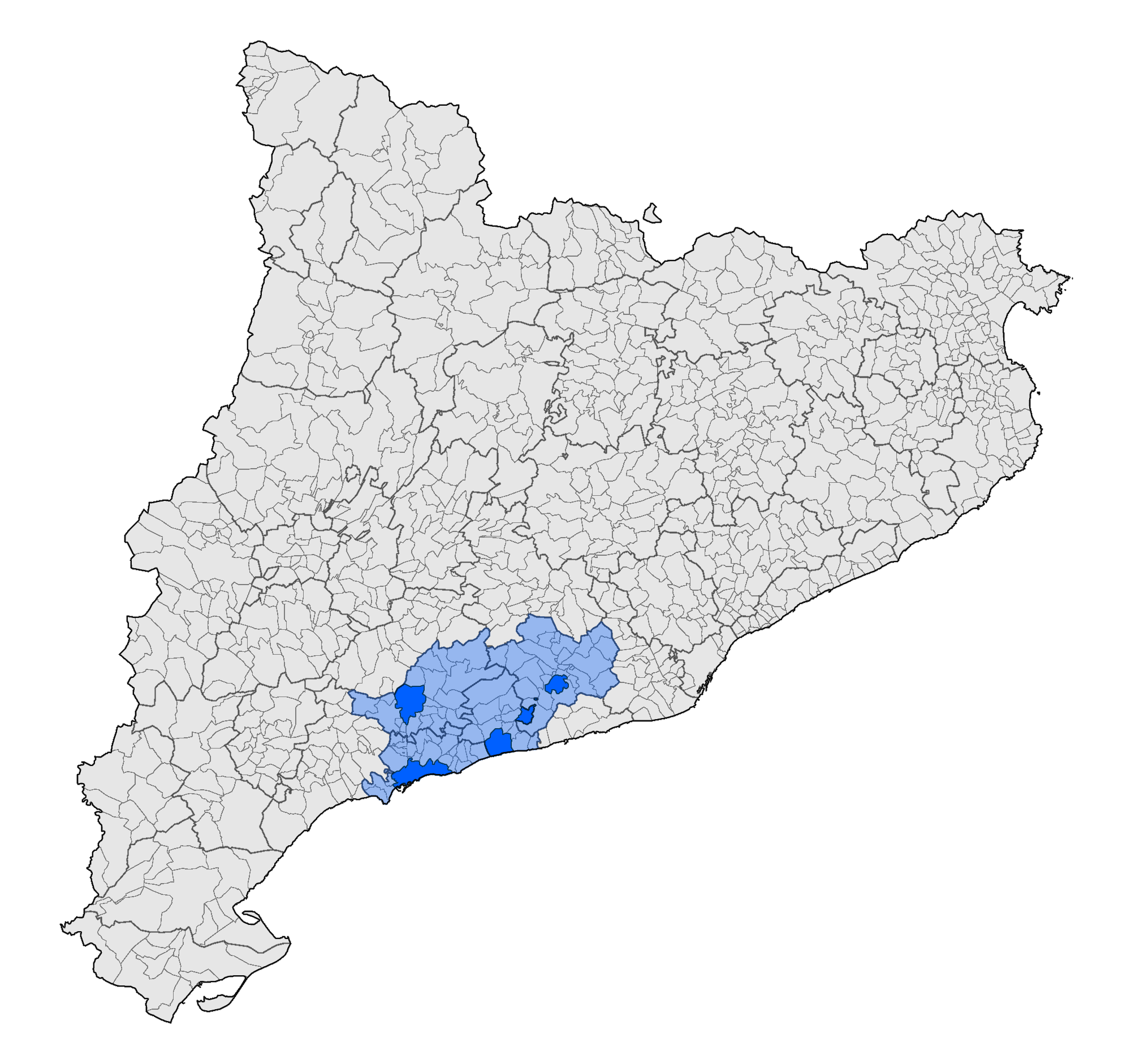
Mapa de les poblacions (en blau fosc) de les sis colles participants en el concurs de castells de 1966, i que aleshores eren les úniques colles existents.

Era la primera vegada a la temporada que les sis colles actuaven juntes, fet que no es repetia des del concurs de l'any anterior. Segons un article de l'historiador Lluís Solsona publicat a Panadés l'1 d'octubre d'aquell any, tot l'espai de l'avinguda del Portal de l'Àngel va ser ocupat per milers d'espectadors, que el van omplir per complet. Català i Roca va xifrar al llibre Món casteller que un públic d'unes 20.000 persones van presenciar en directe el concurs, mentre que el setmanari vallenc Juventud augmentà la xifra en uns 25.000 espectadors.
A la tribuna presidencial hi havia els senyors Jover, regidor president de la Junta Municipal del Districte I de Barcelona; Roman Galimany, alcalde de Valls; Casimir Coll Lluch, alcalde del Vendrell; Durán, tinent d'alcalde de Barcelona, i altres personalitats conegudes de l'època. El jurat qualificador estava format per un representant de cada una de les colles participants, pel senyor Gabernet, en Josep Maria Puigdomènech —president de Jorba-Preciados— i l'industrial Antoni Pruna. Els dos últims ja havien exercit de jurat en el concurs del 1965.

### Actuació
En la primera ronda, la Colla Vella dels Xiquets de Valls va començar amb el 2 de 7, construcció que va carregar, mentre que els Nens del Vendrell van obrir amb el 4 de 8, també carregat. En la segona, els vallencs van carregar el 4 de 8 i els vendrellencs van descarregar el 3 de 7 aixecat per sota. En la tercera ronda, la Colla Vella va realitzar el 3 de 7 aixecat per sota, castell que tot i descarregar-se i donar-se per bo pel jurat, va resultar polèmic, ja que segons van afirmar els vendrellencs un segon estava agafat de l'aixella quan l'enxaneta va fer l'aleta. Malgrat la polèmica, aquell castell no va comptabilitzar en la puntuació final de la colla, ja que fou el menys valorat dels quatre que s'assoliren al concurs. Per la seva banda, els Nens del Vendrell van intentar sense èxit el 2 de 7, un castell que carregarien en la ronda següent i que, segons Solsona, feia "set o vuit anys" que no assolien. En la quarta ronda, els vallencs van carregar el 3 de 8, una construcció que no s'assolia des de feia nou anys, quan la mateixa Colla Vella el va realitzar en la diada de Santa Úrsula del 1957. Aquest castell va donar la victòria als vallencs, que van realitzar una actuació molt completa amb la consecució de quatre dels millors castells d'aquella època.
La Colla Vella dels Xiquets de Tarragona es va situar en tercer lloc, tot i realitzar una millor actuació que la que li havia donat la segona posició l'any 1964. Van descarregar el 4 de 7 amb l'agulla, el 3 de 7 aixecat per sota i el 3 de 7, i va ser l'única colla que va fer només rondes i completar tots els castells intentats. En quart lloc van situar-se els Castellers de Vilafranca, els quals aleshores eren liderats per Gabriel Martínez, Gabi, que fou el cap de colla en els dos concursos anteriors i que va ser-ho del 1964 al 1969. Van descarregar el 5 de 7, que va ser l'únic bastit aquell dia, i el 3 de 7, a més de carregar el 4 de 7 amb l'agulla, en la que fou la seva millor actuació de la història fins aquell moment. En la quarta ronda, els vilafranquins també van fer dos intents fallits de 3 de 7 aixecat per sota, el segon dels quals va estar a punt de ser coronat, ja que l'enxaneta, tot i estar col·locat, no va tenir temps de fer l'aleta, per la qual cosa va ser desqualificat pel jurat. La Colla Nova dels Xiquets de Tarragona va quedar en cinquena posició tot i assolir només dos castells. Van descarregar el 3 de 7 i carregar el 4 de 7 amb l'agulla, un castell que els va servir per situar-se per davant dels sisens, i també van fer un intent fallit de 3 de 7 aixecat per sota en la tercera ronda. Segons Lluís Solsona van haver d'aixecar un d'aquests castells sense la música de les gralles. Finalment van renunciar a la possibilitat de millorar l'actuació en la quarta ronda. Juntament amb la Colla Vella tarragonina, van ser les úniques colles que no van realitzar cap castell en la quarta ronda, tot i que a l'altra colla no li va caldre, ja que va descarregar els tres castells a la primera. Els Minyons de l'Arboç van quedar en sisena i última plaça, una posició que repetien després del concurs de l'any anterior. Van descarregar la clàssica de set: 3 de 7, 4 de 7 i 2 de 6, a més de fracassar amb un intent de 3 de 7 aixecat per sota en la quarta ronda.
El mateix dia al vespre, quan els castellers de la Colla Vella van arribar a Valls, es va celebrar la victòria del concurs amb els ciutadans vallencs. Els membres de la colla van anar a l'església arxiprestal de Sant Joan Baptista on van fer ofrena a la Mare de Déu de la Candela i realitzar un pilar de 4. Sortint del temple la colla va dirigir-se a la plaça del Blat, on van aixecar un 4 de 7 i un pilar de 5, tal com havien fet en les dues edicions anteriors.

### Normativa
| Castell | Punts |
| ------- | ----- |
| 2de6    | 75    |
| 4de7    | 100   |
| 3de7    | 200   |
| 4de7a   | 300   |
| 5de7    | 400   |
| 3de7ps  | 500   |
| 2de7    | 600   |
| 4de8    | 700   |
| 3de8    | 900   |
| Pde6    | 1.000 |

Les bases del concurs establien el format d'actuació, la taula de puntuacions i els descomptes aplicats en els següents casos. La normativa fou la mateixa, amb unes petites variacions, en les tres edicions del Gran Trofeu Jorba-Preciados.
- Puntuaven els tres castells més valorats.
- El format era de tres rondes, amb la possibilitat de repetició per cada ronda, més una quarta.
- Descompte del 10% pels castells carregats.
- Descompte de 5 punts als castells assolits a la quarta ronda.
- Descompte del 10% si l'enxaneta no baixava pel costat oposat al de pujada (1964) o del 5% (1965).
- Descompte d'1 punt si el castell era desmuntat un cop col·locats els segons.
- Descompte de 10 punts si el castell era desmuntat un cop col·locats els terços.

## Resultats
Llegenda
a: amb l'agulla o el pilar al mig, ps: aixecat per sota o per baix

### Classificació
| Resultat              |
| --------------------- |
| Descarregat (D)       |
| Carregat (C)          |
| Intent (I)            |
| Intent desmuntat (ID) |

La següent taula mostra la classificació de les colles en el concurs de castells. Apareix ordenada segons la puntuació final resultant de la suma dels tres millors castells assolits per cada colla (en negreta).
| Pos | Colla                                 | 1a ronda | 2a ronda  | 3a ronda   | 4a ronda   | Punts |
| --- | ------------------------------------- | -------- | --------- | ---------- | ---------- | ----- |
| 1   | Colla Vella dels Xiquets de Valls     | 2de7 (c) | 4de8 (c)  | 3de7ps     | 3de8 (c)   | 1.980 |
| 2   | Nens del Vendrell                     | 4de8 (c) | 3de7ps    | 2de7 (i)   | 2de7 (c)   | 1.660 |
| 3   | Colla Vella dels Xiquets de Tarragona | 4de7a    | 3de7ps    | 3de7       | –          | 1.000 |
| 4   | Castellers de Vilafranca              | 5de7     | 4de7a (c) | 3de7ps (a) | 3de7       | 869   |
| 5   | Colla Nova dels Xiquets de Tarragona  | 3de7     | 4de7a (c) | 3de7ps (i) | –          | 469   |
| 6   | Minyons de l'Arboç                    | 3de7     | 4de7      | 2de6       | 3de7ps (i) | 375   |

### Estadística

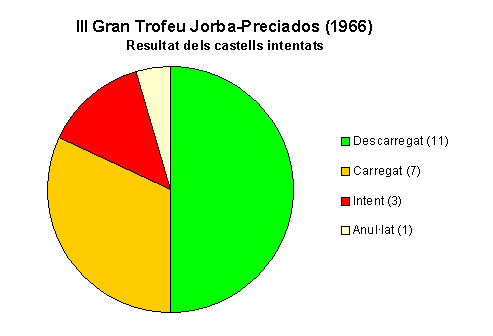
Gràfica del resultat dels castells intentats al III Gran Trofeu Jorba-Preciados

En el III Gran Trofeu Jorba-Preciados es van fer 23 intents de castells entre 6 colles. Es van provar 9 tipus de construccions que, en ordre de dificultat creixent anaven des del 2 de 6 al 3 de 8, i es van realitzar 6 estructures diferents: el dos (2 de 6, 2 de 7), el tres (3 de 7, 3 de 8), el tres aixecat per sota (3 de 7 aixecat per sota), el quatre (4 de 7, 4 de 8), el quatre amb l'agulla (4 de 7 amb l'agulla) i el cinc (5 de 7). De les 23 temptatives que es van fer es van descarregar 11 castells, se'n van carregar 7 més, 4 castells es van quedar en intent i 1 va ser anul·lat pel jurat.
Per castell
La següent taula mostra el resultat dels castells que es van provar al concurs. Apareixen ordenats, de major a menor dificultat, segons la taula de puntuacions del XXVIII Concurs de castells de Tarragona (2022).
| Núm.        | Castell                 | Descarregat | Carregat | Intent | Intent desmuntat | Anul·lat | Total |
| ----------- | ----------------------- | ----------- | -------- | ------ | ---------------- | -------- | ----- |
| 1           | 3 de 8                  | –           | 1        | –      | –                | –        | 1     |
| 2           | 4 de 8                  | –           | 2        | –      | –                | –        | 2     |
| 3           | 2 de 7                  | –           | 2        | 1      | –                | –        | 3     |
| 4           | 3 de 7 aixecat per sota | 3           | –        | 3      | –                | 1        | 7     |
| 5           | 5 de 7                  | 1           | –        | –      | –                | –        | 1     |
| 6           | 4 de 7 amb l'agulla     | 1           | 2        | –      | –                | –        | 3     |
| 7           | 3 de 7                  | 4           | –        | –      | –                | –        | 4     |
| 8           | 4 de 7                  | 1           | –        | –      | –                | –        | 1     |
| 9           | 2 de 6                  | 1           | –        | –      | –                | –        | 1     |
| Total       | Total                   | 11          | 7        | 4      | 0                | 1        | 23    |
| Percentatge | Percentatge             | 47,8%       | 30,4%    | 17,4%  | 0%               | 4,3%     | 100%  |

Per colla
La següent taula mostra els castells intentats per cadascuna de les colles amb relació a la dificultat que tenen, ordenats de major a menor dificultat. En negreta, hi figuren els tres castells que van sumar en la puntuació final de cada colla.
| Pos. | Colla                                 | 3de8 | 4de8 | 2de7 | 3de7ps | 5de7 | 4de7a | 3de7 | 4de7 | 2de6 |
| ---- | ------------------------------------- | ---- | ---- | ---- | ------ | ---- | ----- | ---- | ---- | ---- |
| 1    | Colla Vella dels Xiquets de Valls     | c    | c    | c    | d      |      |       |      |      |      |
| 2    | Nens del Vendrell                     |      | c    | i, c | d      |      |       |      |      |      |
| 3    | Colla Vella dels Xiquets de Tarragona |      |      |      | d      |      | d     | d    |      |      |
| 4    | Castellers de Vilafranca              |      |      |      | i      | d    | c     | d    |      |      |
| 5    | Colla Nova dels Xiquets de Tarragona  |      |      |      | i      |      | c     | d    |      |      |
| 6    | Minyons de l'Arboç                    |      |      |      | i      |      |       | d    | d    | d    |

## Llegat
Malgrat l'èxit d'aquest concurs i de les dues edicions anteriors, els organitzadors van decidir no tornar-lo a convocar l'any següent, probablement degut al disgust que els va provocar l'encesa polèmica i les disputes entre la Colla Vella dels Xiquets de Valls i els Nens del Vendrell, amb motiu de la validesa del 3 de 7 aixecat per sota de la Colla Vella vallenca. Aquest fet va portar a moments de tensió "extra-esportius" entre castellers de les dues colles i a què un cop finalitzat el concurs, els Nens del Vendrell no van anar a recollir el segon premi en senyal de protesta.
Dos dies més tard, el dimarts 27 de setembre el diari La Vanguardia va publicar a la portada una imatge d'un 3 de 7 fet durant el concurs on és mencionat com a «III Concurso de «Castellers» i que apareixia juntament amb altres imatges de la festa major de la Mercè d'aquell any. En la pàgina 29 del mateix exemplar, un article es feia ressò de la victòria de la Colla Vella dels Xiquets de Valls –anomenada pel cronista com a «colla "Vella Rabassó Xiquets de Valls"»–, els castells assolits per les colles i la multitud de gent que va presenciar el concurs.
El novembre d'aquell any, en el marc de la festa anual de la Colla Vella dels Xiquets de Valls, l'Ajuntament de Valls va organitzar un acte d'homenatge de la ciutat a la colla castellera. La jornada va començar amb una missa en tribut a la Mare de Déu de la Candela, patrona de la colla, a l'església de Sant Joan Baptista. A continuació es van desplaçar al Saló de la Delegació Comarcal de Sindicats, on es van projectar diverses filmacions de la història de l'agrupació. Finalment, a l'Ajuntament de Valls, va tenir lloc un acte institucional en què el consistori va fer entrega a la colla d'un trofeu per la victòria en les tres edicions del concurs de castells Gran Trofeu Jorba-Preciados. La cerimònia fou presidida pel primer-tinent d'alcalde, el senyor Bonet, degut a l'absència de l'alcalde; l'alcalde de Vilafranca del Penedès, el senyor Luis Melo García; i el cap de colla dels Castellers de Vilafranca.
Aquests concursos van marcar un punt d'inflexió, ja que van revifar el panorama del món casteller.

### Actuació commemorativa
La temporada 2004, quaranta anys després de la celebració del I Gran Trofeu Jorba-Preciados (27 de setembre de 1964), els Castellers de Barcelona van organitzar una actuació en record a les tres edicions dels concursos de castells de Jorba-Preciados. Així, el 17 de juliol d'aquell any tingué lloc la primera diada commemorativa del "40è aniversari del 1r Concurs de Can Jorba", una actuació que ha perllongat en el temps i que actualment, des del 2006, se celebra cada any entre abril i maig a la mateixa avinguda del Portal de l'Àngel de Barcelona. No obstant això, les dues primeres edicions d'aquesta actuació, l'any 2004 i 2005, van realitzar-se a la Plaça Nova, i les colles només van poder fer uns pilars commemoratius a la mateixa avinguda del Portal de l'Àngel. La intenció inicial dels organitzadors era portar les colles que van participar en aquests concursos i que encara segueixen actives i fer-ho al mateix lloc on es va celebrar el concurs. Malgrat tot, la proposta no prosperà, ja que, d'una banda, el cost econòmic per la contractació i desplaçament de les colles resultava impossible d'assumir, i de l'altra, el Districte de Ciutat Vella va denegar que s'actués al Portal de l'Àngel perquè en aquell moment era època de rebaixes.
També l'any 2004, des de finals de setembre fins a principis de novembre, l'Arxiu dels Castellers de Barcelona organitzà una exposició al local de la colla sobre les tres edicions del Gran Trofeu Jorba-Preciados. S'hi van exposar els programes de les Festes de la Mercè d'aquells anys, retalls de premsa de La Vanguardia, Diario de Barcelona, Tele/eXpres, El Noticiero Universal, Hoja del Lunes, La Prensa i El Correo Catalán, i fotografies de Josep Durich, Carlos Pérez de Rozas, de l'Arxiu Colla Vella dels Xiquets de Valls i de l'Arxiu Xiquets de Tarragona.
Resultats
Fins a l'actualitat s'han celebrat 10 edicions d'aquesta diada commemorativa i 12 colles diferents hi han actuat. A banda dels Castellers de Barcelona, que com a organitzadors hi participen cada any, les colles que més vegades hi han pres part són els Minyons de Terrassa, amb un total de 4 participacions, i els Castellers de Lleida, amb 3. Els Castellers de Cornellà, els Xiquets de Reus i els Xics de Granollers hi han actuat 2 vegades. Els Tirallongues de Manresa (2006), els Marrecs de Salt (2007), els Castellers d'Esparreguera (2008), els Minyons de l'Arboç (2009), els Xicots de Vilafranca (2010) i els Castellers de Sabadell (2012) hi han participat una vegada.
| La següent taula mostra el resultat dels castells provats per les colles en les diferents actuacions commemoratives del primer concurs de castells Jorba-Preciados, des de la primera diada l'any 2004 fins a l'actualitat. \| Diada \| Data \| Colles \| Actuació \| Actuació \| Actuació \| Actuació \| Actuació \| Refs. \| \| Diada \| Data \| Colles \| Pilars d'entrada \| 1a ronda \| 2a ronda \| 3a ronda \| Pilars de comiat \| Refs. \| \| -------------- \| -------------------- \| ------------------------- \| ------------------ \| ------------- \| --------------------- \| -------- \| ---------------- \| -------- \| \| 40è aniversari \| 10 de juliol de 2004 \| Castellers de Barcelona \| Pde4[n. 15] \| 3de8 \| 2de7 \| 4de8 \| Pde5 \| ref \| \| 40è aniversari \| 10 de juliol de 2004 \| Castellers de Cornellà \| Pde4 \| 3de7 \| 4de7 \| 4de7a \| Pde5 \| ref \| \| 40è aniversari \| 10 de juliol de 2004 \| Castellers de Lleida \| Pde4 \| 3de7 \| 4de7 \| 2de7 \| Pde5 \| ref \| \| 41è aniversari \| 9 de juliol de 2005 \| Castellers de Barcelona \| Pde4 \| 4de7a \| 2de7 \| 3de7 \| Pde5 \| [34] \| \| 41è aniversari \| 9 de juliol de 2005 \| Xiquets de Reus \| Pde4 \| 4de7 \| 3de7 \| 2de6 \| 2 Pde4 \| [34] \| \| 41è aniversari \| 9 de juliol de 2005 \| Castellers de Cornellà \| Pde4 \| 3de7 \| 4de7 \| 2de6 \| 2 Pde4 \| [34] \| \| 42è aniversari \| 9 d'abril de 2006 \| Castellers de Barcelona \| Pde4 \| 2de7 \| 4de7a \| 4de7 \| Pde5 \| [35] \| \| 42è aniversari \| 9 d'abril de 2006 \| Xiquets de Reus \| Pde4 \| 4de7 \| 4de7a \| 3de7 \| Pde5 \| [35] \| \| 42è aniversari \| 9 d'abril de 2006 \| Tirallongues de Manresa \| Pde4 \| 2de6 \| 3de6 \| 4de6 \| Pde5 \| [35] \| \| 43è aniversari \| 15 d'abril de 2007 \| Castellers de Barcelona \| – \| 5de7 \| 4de8 \| 3de7ps \| Vde5 \| [36] \| \| 43è aniversari \| 15 d'abril de 2007 \| Xics de Granollers \| – \| 3de7 \| 5de7 \| 4de7 \| 2 Pde4 \| [36] \| \| 43è aniversari \| 15 d'abril de 2007 \| Marrecs de Salt \| – \| 4de7 \| 3de7 \| 5de6 \| Pde5ps \| [36] \| \| 44è aniversari \| 4 de maig de 2008 \| Castellers de Barcelona \| – \| 4de8 \| 2de7 \| 5de7 \| Pde5 \| [37] \| \| 44è aniversari \| 4 de maig de 2008 \| Castellers de Lleida \| – \| 3de7 \| 5de7 \| 4de7a \| Vde5 \| [37] \| \| 44è aniversari \| 4 de maig de 2008 \| Castellers d'Esparreguera \| – \| 2de6 \| 3de6 \| 4de6 \| Pde5 \| [37] \| \| 45è aniversari \| 29 de març de 2009 \| Castellers de Barcelona \| 2 Pde4 \| 5de7 \| 3de7ps \| 4de7a \| 2 Pde5 \| [38] \| \| 45è aniversari \| 29 de març de 2009 \| Minyons de l'Arboç \| 2 Pde4 \| 5de6 \| 3de7(i) 2de6(id) 2de6 \| 4de6 \| 2 Pde4 \| [38] \| \| 46è aniversari \| 18 d'abril de 2010 \| Castellers de Barcelona \| 2 Pde4 \| 5de7 \| 3de7ps \| 4de7a \| Pde5 \| [39][40] \| \| 46è aniversari \| 18 d'abril de 2010 \| Minyons de Terrassa \| 2 Pde4 \| 3de8 \| 4de8 \| 2de7 \| Vde5 \| [39][40] \| \| 46è aniversari \| 18 d'abril de 2010 \| Xicots de Vilafranca \| 2 Pde4 \| 5de7(id) 3de7 \| 5de7(i) 4de7 \| 2de6 \| Pde5 \| [39][40] \| \| 47è aniversari \| 10 d'abril de 2011 \| Castellers de Barcelona \| 2 Pde4 \| 3de7 \| 5de7 \| 4de7 \| Pde5 \| [41] \| \| 47è aniversari \| 10 d'abril de 2011 \| Minyons de Terrassa \| 2 Pde4 \| 2de7 \| 3de8 \| 4de8 \| Pde6 \| [41] \| \| 47è aniversari \| 10 d'abril de 2011 \| Castellers de Lleida \| 2 Pde4 \| 5de7 \| 4de7a \| 3de7 \| Vde5 \| [41] \| \| 48è aniversari \| 15 d'abril de 2012 \| Castellers de Barcelona \| 2 Pde4 (1 Pde4(i)) \| 2de7 \| 4de8 \| 5de7 \| 2 Pde5 \| [42] \| \| 48è aniversari \| 15 d'abril de 2012 \| Minyons de Terrassa \| 2 Pde4 \| 3de8 \| 4de8 \| 2de7 \| Vde5 \| [42] \| \| 48è aniversari \| 15 d'abril de 2012 \| Castellers de Sabadell \| 2 Pde4 \| 4de8(i) 3de7 \| 4de7 \| 4de7a \| Pde5 \| [42] \| \| 49è aniversari \| 14 d'abril de 2013 \| Castellers de Barcelona \| 2 Pde4 \| 3de8 \| 2de7 \| 4de8 \| Vde5 \| \| \| 49è aniversari \| 14 d'abril de 2013 \| Minyons de Terrassa \| Pde4 \| 3de7a \| 5de7 \| 7de7 \| Vde5 \| \| \| 49è aniversari \| 14 d'abril de 2013 \| Xics de Granollers \| 2 Pde4 \| 5de7 \| 2de7 \| 4de7a \| Vde5 \| \| Font: Base de Dades de la Coordinadora de Colles Castelleres de Catalunya – Colla Jove Xiquets de Tarragona |                      |                           |                    |               |                       |          |                  |               |
| Diada | Data                 | Colles                    | Actuació           | Actuació      | Actuació              | Actuació | Actuació         | Refs.         |
| Diada | Data                 | Colles                    | Pilars d'entrada   | 1a ronda      | 2a ronda              | 3a ronda | Pilars de comiat | Refs.         |
| 40è aniversari | 10 de juliol de 2004 | Castellers de Barcelona   | Pde4               | 3de8          | 2de7                  | 4de8     | Pde5             | ref           |
| 40è aniversari | 10 de juliol de 2004 | Castellers de Cornellà    | Pde4               | 3de7          | 4de7                  | 4de7a    | Pde5             | ref           |
| 40è aniversari | 10 de juliol de 2004 | Castellers de Lleida      | Pde4               | 3de7          | 4de7                  | 2de7     | Pde5             | ref           |
| 41è aniversari | 9 de juliol de 2005  | Castellers de Barcelona   | Pde4               | 4de7a         | 2de7                  | 3de7     | Pde5             | [ 34 ]        |
| 41è aniversari | 9 de juliol de 2005  | Xiquets de Reus           | Pde4               | 4de7          | 3de7                  | 2de6     | 2 Pde4           | [ 34 ]        |
| 41è aniversari | 9 de juliol de 2005  | Castellers de Cornellà    | Pde4               | 3de7          | 4de7                  | 2de6     | 2 Pde4           | [ 34 ]        |
| 42è aniversari | 9 d'abril de 2006    | Castellers de Barcelona   | Pde4               | 2de7          | 4de7a                 | 4de7     | Pde5             | [ 35 ]        |
| 42è aniversari | 9 d'abril de 2006    | Xiquets de Reus           | Pde4               | 4de7          | 4de7a                 | 3de7     | Pde5             | [ 35 ]        |
| 42è aniversari | 9 d'abril de 2006    | Tirallongues de Manresa   | Pde4               | 2de6          | 3de6                  | 4de6     | Pde5             | [ 35 ]        |
| 43è aniversari | 15 d'abril de 2007   | Castellers de Barcelona   | –                  | 5de7          | 4de8                  | 3de7ps   | Vde5             | [ 36 ]        |
| 43è aniversari | 15 d'abril de 2007   | Xics de Granollers        | –                  | 3de7          | 5de7                  | 4de7     | 2 Pde4           | [ 36 ]        |
| 43è aniversari | 15 d'abril de 2007   | Marrecs de Salt           | –                  | 4de7          | 3de7                  | 5de6     | Pde5ps           | [ 36 ]        |
| 44è aniversari | 4 de maig de 2008    | Castellers de Barcelona   | –                  | 4de8          | 2de7                  | 5de7     | Pde5             | [ 37 ]        |
| 44è aniversari | 4 de maig de 2008    | Castellers de Lleida      | –                  | 3de7          | 5de7                  | 4de7a    | Vde5             | [ 37 ]        |
| 44è aniversari | 4 de maig de 2008    | Castellers d'Esparreguera | –                  | 2de6          | 3de6                  | 4de6     | Pde5             | [ 37 ]        |
| 45è aniversari | 29 de març de 2009   | Castellers de Barcelona   | 2 Pde4             | 5de7          | 3de7ps                | 4de7a    | 2 Pde5           | [ 38 ]        |
| 45è aniversari | 29 de març de 2009   | Minyons de l'Arboç        | 2 Pde4             | 5de6          | 3de7(i) 2de6(id) 2de6 | 4de6     | 2 Pde4           | [ 38 ]        |
| 46è aniversari | 18 d'abril de 2010   | Castellers de Barcelona   | 2 Pde4             | 5de7          | 3de7ps                | 4de7a    | Pde5             | [ 39 ] [ 40 ] |
| 46è aniversari | 18 d'abril de 2010   | Minyons de Terrassa       | 2 Pde4             | 3de8          | 4de8                  | 2de7     | Vde5             | [ 39 ] [ 40 ] |
| 46è aniversari | 18 d'abril de 2010   | Xicots de Vilafranca      | 2 Pde4             | 5de7(id) 3de7 | 5de7(i) 4de7          | 2de6     | Pde5             | [ 39 ] [ 40 ] |
| 47è aniversari | 10 d'abril de 2011   | Castellers de Barcelona   | 2 Pde4             | 3de7          | 5de7                  | 4de7     | Pde5             | [ 41 ]        |
| 47è aniversari | 10 d'abril de 2011   | Minyons de Terrassa       | 2 Pde4             | 2de7          | 3de8                  | 4de8     | Pde6             | [ 41 ]        |
| 47è aniversari | 10 d'abril de 2011   | Castellers de Lleida      | 2 Pde4             | 5de7          | 4de7a                 | 3de7     | Vde5             | [ 41 ]        |
| 48è aniversari | 15 d'abril de 2012   | Castellers de Barcelona   | 2 Pde4 (1 Pde4(i)) | 2de7          | 4de8                  | 5de7     | 2 Pde5           | [ 42 ]        |
| 48è aniversari | 15 d'abril de 2012   | Minyons de Terrassa       | 2 Pde4             | 3de8          | 4de8                  | 2de7     | Vde5             | [ 42 ]        |
| 48è aniversari | 15 d'abril de 2012   | Castellers de Sabadell    | 2 Pde4             | 4de8(i) 3de7  | 4de7                  | 4de7a    | Pde5             | [ 42 ]        |
| 49è aniversari | 14 d'abril de 2013   | Castellers de Barcelona   | 2 Pde4             | 3de8          | 2de7                  | 4de8     | Vde5             |               |
| 49è aniversari | 14 d'abril de 2013   | Minyons de Terrassa       | Pde4               | 3de7a         | 5de7                  | 7de7     | Vde5             |               |
| 49è aniversari | 14 d'abril de 2013   | Xics de Granollers        | 2 Pde4             | 5de7          | 2de7                  | 4de7a    | Vde5             |               |